# Комета Шумейкеров — Леви 9
Комета Шуме́йкеров — Ле́ви 9 (D/1993 F2) — короткопериодическая комета, ставшая первым (и до июля 2009 года единственным) небесным телом, чьё падение на Юпитер (июль 1994) было зафиксировано астрономами. Этот случай стал первым наблюдавшимся столкновением двух небесных тел Солнечной системы.

## Открытие
Комета была открыта 24 марта 1993 года в обсерватории Маунт Паломар супругами Юджином и Каролиной Шумейкерами и Дэвидом Леви. Она уже в момент открытия представляла собой цепочку фрагментов. Расчёты показали, что до своего открытия, 7 июля 1992 года, комета прошла в 15 000 км от облачного покрова Юпитера, и приливные силы раздробили её на 21 отдельный фрагмент, размерами до 2 км в поперечнике, растянувшиеся цепочкой на 200 тыс. км.

## Параметры перед столкновением
В начале 1994 года комета имела следующие параметры орбиты: перигелий 5,381 а. е.; эксцентриситет 0,216; наклонение орбиты к эклиптике 6° 00′; аргумент перицентра 354° 53′; долгота восходящего узла 220° 32′; средняя аномалия 242,7°; сидерический период 18,0 лет. Абсолютная звёздная величина кометы — 6m.
До столкновения комета вращалась вокруг Юпитера (в отличие от большинства комет, вращающихся вокруг Солнца) по орбите с крайне высоким эксцентриситетом (0,998 на 1993 год), с апоцентром около 0,33 а.е. (50 млн км). Компьютерное моделирование показало, что комета, возможно, находилась на орбите Юпитера около 20 лет, однако достоверность этого вывода находится под вопросом.

## Столкновение с Юпитером

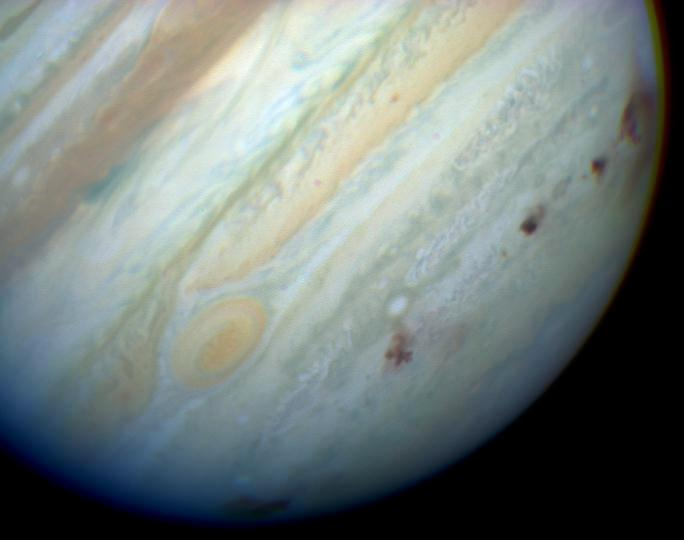
Южное полушарие Юпитера со множественными пятнами — следами столкновений

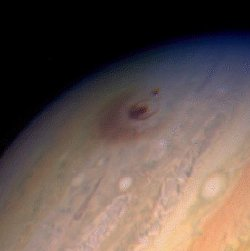
Поверхность Юпитера после столкновения

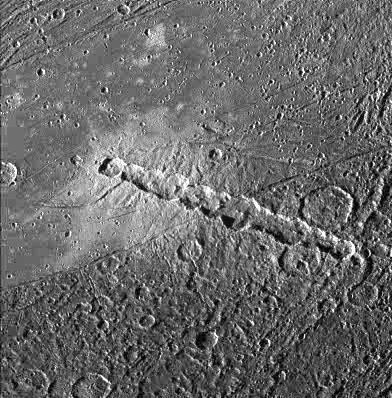
Цепь кратеров Энки на поверхности Ганимеда (на снимке) свидетельствует, что перед столкновением с планетой или её спутником комета может разорваться приливными силами этой планеты на части

При очередном сближении с планетой в июле 1994 года все 22 фрагмента кометы врезались в атмосферу Юпитера со скоростью 64 км/с, вызвав мощные возмущения облачного покрова (наблюдалось 21 столкновение, так как некоторые фрагменты до падения распались). Падение фрагментов проходило в течение 7 дней — с 16 по 22 июля. Падение кометы было предсказано и наблюдалось как с Земли, так и из космоса. Точки падения фрагментов находились в южном полушарии Юпитера, на противоположном по отношению к Земле полушарии, поэтому сами моменты падения визуально наблюдались только аппаратом «Галилео», находившимся на расстоянии 1,6 а. е. от Юпитера. Однако возмущения в атмосфере Юпитера, возникшие после падения, наблюдались с Земли после поворота Юпитера вокруг своей оси.
Энергия взрыва — около 2 миллионов мегатонн.
Первый фрагмент (A) вошёл в атмосферу Юпитера 16 июля в 20:16. При этом возникла вспышка с температурой 24 000 К, облако газов поднялось на высоту до 3000 км, в результате оно стало наблюдаемым с Земли.
Наиболее крупный фрагмент (G) столкнулся с атмосферой 18 июля в 7:34. В результате через несколько часов в атмосфере возникло тёмное пятно диаметром 12 000 км (близко к диаметру Земли), оценённое энерговыделение составляло 6 млн мегатонн в тротиловом эквиваленте (в 750 раз больше всего ядерного потенциала, накопленного на Земле).